# Bitwa pod Lys
Bitwa pod Lys (zwana także IV bitwą pod Ypres) – bitwa na froncie zachodnim I wojny światowej, stoczona w dniach 9–29 kwietnia 1918 roku pomiędzy oddziałami niemieckimi a francuskimi, brytyjskimi, belgijskim i portugalskimi, część generalnej niemieckiej ofensywy pod nazwą Kaiserschlacht. Ofensywa zmierzająca do opanowania miasta Ypres we Flandrii i w konsekwencji do przerwania frontu, pomimo pewnych postępów załamała się po dwudziestu dniach walk, przy dużych stratach z obu stron.

## Przygotowania
Do 9 kwietnia w rejonie planowanego przełamania skoncentrowano 29 niemieckich dywizji, 2208 dział i 492 samoloty. Brytyjskie wojska w tym rejonie miały 17 dywizji, 749 dział i 80 czołgów. W ten sposób Niemcy przewyższali liczebnie wroga 2-krotnie w liczbie żołnierzy i 3-krotnie w artylerii. Obie strony intensywnie korzystały w bitwie z nowej wówczas taktyki przenikania.
Niemiecki plan zakładał przebicie się przez pozycje brytyjskiej 1 Armii, odepchnięcie 2 Armii na północ i natarcie na zachód w kierunku kanału La Manche, odcinając w ten sposób siły brytyjskie we Francji od linii zaopatrzeniowej, która przebiegała przez porty kanału La Manche: Calais, Dunkierkę i Boulogne.

## Bitwa

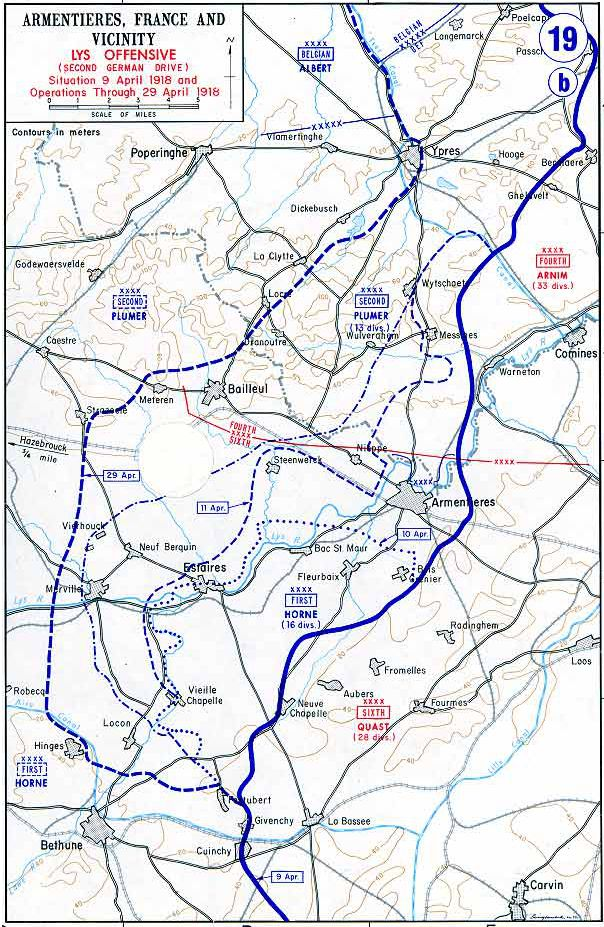
Mapa ofensywy pod Lys

Wczesnym rankiem 9 kwietnia rozpoczęto przygotowanie artyleryjskie, a o godzinie 8 rano niemiecka piechota ruszyła do ataku. Główny atak został przeprowadzony na dwie portugalskie dywizje, które wchodziły w skład brytyjskiej 1 Armii. Portugalczycy mieli niskie morale i nigdy wcześniej nie brali udziału w walkach. Opór portugalskich jednostek został szybko przełamany, a ich straty były bardzo duże. Portugalczycy stracili 7000 żołnierzy i 300 oficerów zabitych, rannych i wziętych do niewoli. W obronie aliantów powstała luka, a pod koniec dnia oddziały niemieckie posunęły się o 11 km i dotarły do rzeki Lys.
Następnego dnia rozpoczęto przygotowania artyleryjskie na drugim odcinku planowanego przełamania frontu od Armentières do Mesen. O godzinie 5 rano piechota niemieckiej 4 Armii ruszyła do ataku. Niemcy przebili się przez brytyjską obronę na głębokość 2–3 km i zdobyli wzgórza w pobliżu Messines. Następnie ofensywa rozprzestrzeniła się na północ, a pod koniec dnia dwie armie niemieckie posuwały się naprzód na froncie o długości ponad 30 km. W ciągu dwóch dni Niemcy posunęli się o 12 km.
W związku z krytyczną sytuacją na froncie naczelny dowódca sił Ententy, marszałek Ferdinand Foch, nakazał przeniesienie jednego korpusu kawalerii francuskiej, aby pomóc Anglikom. Tymczasem Niemcy rozwijali swój sukces, posuwając się już o 18 km od linii wyjściowych. Jednak od 12 kwietnia siły brytyjsko-francuskie rozpoczęły kontrataki przeciwko nacierającym wojskom niemieckim, a 14–15 kwietnia ofensywa się zatrzymała.
17 kwietnia niemieckie ataki zostały wznowione. Tego dnia Niemcy zaatakowali Belgów w Merckem i częściowo przejęli miejscowość, lecz po kilku godzinach wieś została odbita, a wielu Niemców dostało się do niewoli. Było to pierwsze belgijskie zwycięstwo w I wojnie światowej. Główny atak niemiecki został przypuszczony na ważną twierdzę aliantów, górę Kemmelberg. Dopiero 25 kwietnia, po zaciętych walkach, udało im się zdobyć tę pozycję. Jednak kolejne próby niemieckich sił, aby posunąć się dalej, nie powiodły się. W końcowej fazie operacji ofensywa przybrała charakter pojedynczych starć toczonych, aby poprawić sytuację taktyczną, a wieczorem 29 kwietnia całkowicie ustała.